# Godfrey Reggio
Godfrey Reggio és un director estatunidenc de pel·lícules documentals experimentals.

## Vida
Va néixer a Nova Orleans el 1940 en una família catòlica. Va ajudar a fundar l'Institut d'Educació Regional a Santa Fe, una fundació sense ànim de lucre. Es va convertir en fundador de La Clinica de la Gente una instal·lació que ofereix atenció mèdica i servei a 12.000 membres de la comunitat als barrios de nord de Nou Mèxic, així com la fundació Young Citizens for Action, un projecte d'ajuda als joves de les colles de carrer de Santa Fe.

## Cineasta
Avui, Reggio és àmpliament conegut per la seva filmografia sense paraules, especialment la trilogia de Koyaanisqatsi: "Vida fora d'equilibri"; Powaqqatsi: "La vida en transformació"; i Naqoyqatsi: "La vida com a guerra". Els títols de les pel·lícules estan extrets del hopi. El seu curtmetratge titulat Evidence explora l'efecte del cinema en la ment dels nens, i el seu documental Anima Mundi, és un muntatge d'imatges de més de setanta espècies animal. La seva pel·lícula Visitors, que es va estrenar al Festival Internacional de Cinema de Toronto, consisteix, en la seva major part, en primers plans a càmera lenta estesos de les cares de la gent, mirant directament la càmera.
L'última pel·lícula de Reggio, Once Within A Time, va ser produïda per Steven Soderbergh i Alexander Rodnyansky i es van estrenar al Festival Internacional de Cinema de Santa Fe (SFiFF) l'octubre de 2022.
Totes les bandes sonores musicals i orquestrals que augmenten i abracen les pel·lícules sense paraules de Reggio van ser creades amb el compositor Philip Glass.
El 2014, Reggio va ser reconeguda pel Museum of Arts and Design de la ciutat de Nova York amb una retrospectiva de carrera completa titulada Life with Technology: The Cinema of Godfrey Reggio. Reggio va rebre el premi a la trajectòria del Festival Internacional de Cinema de Santa Fe el 22 d'octubre de 2022.
La major part dels registres cinematogràfics, manuscrits, papers, fotografies i rotlles de pel·lícules de Reggio, durant més de quaranta anys, han estat adquirits per la Houghton Library de la Houghton Library i l'Harvard Film Archive.

### Influències
L'enfocament de Reggio al cinema està influenciat pel que li va passar abans. En una entrevista a Revus et Corriges, va declarar que estava especialment influenciat pel treball de cineastes experimentals com Stan Brakhage i Maya Deren. Com aquests cineastes, Reggio utilitza el cinema com a mitjà per explorar els límits de la percepció i la consciència, utilitzant la càmera com a eina per capturar allò que no es veu i allò intangible.

## Filmografia
| Any  | Nom                            | Director | Guionista | Productor | Notes                                     |
| ---- | ------------------------------ | -------- | --------- | --------- | ----------------------------------------- |
| 1982 | Koyaanisqatsi                  | Sí       | Sí        | Sí        | a.k.a. Koyaanisqatsi: Life Out of Balance |
| 1988 | Powaqqatsi                     | Sí       | Sí        | Sí        | a.k.a. Powaqqatsi: Life in Transformation |
| 1989 | Patricia's Park                | Sí       |           |           | Songlines video segment; curt             |
| 1992 | Anima Mundi                    | Sí       | Sí        |           | a.k.a. The Soul of the World; curt        |
| 1992 | Fated to Be Queer              |          |           | Sí        | Curt                                      |
| 1995 | Evidence                       | Sí       |           |           | Curt                                      |
| 1995 | The Many Adventures of Diecast | Sí       |           |           |                                           |
| 2002 | Naqoyqatsi                     | Sí       | Sí        | Sí        | a.k.a. Naqoyqatsi: Life as War            |
| 2013 | Visitors                       | Sí       | Sí        | Sí        |                                           |
| 2018 | Awaken                         |          |           | Executiu  |                                           |
| 2022 | Once Within A Time             |          |           |           |                                           |